# Böle, Bergs kommun
Böle är en ort i Bergs kommun i Jämtland, Jämtlands län belägen i Rätans distrikt (Rätans socken). Orten var av SCB definierad som småort från 2005 till 2010 då befolkningen understeg 50 och statusen som småort upphörde. 2015 var den åter klasad som småort, men avregistrerades ånyo 2020.
Byn ligger i en södersluttning med utsikt mot Klövsjö- och Vemdalsfjällen. Den ligger mellan Rätan och Röjan längs länsväg 315.